# Зюраткуль (посёлок)
Зюра́ткуль — посёлок в Саткинском районе Челябинской области России. Входит в состав Саткинского городского поселения. Находится на северо-восточном берегу одноимённого озера.
Располагается центральная усадьба национального парка «Зюраткуль»
Через посёлок протекает река Большая Сатка.

## История
Посёлок основан в 1881 году как лесной кордон. 10.09.1968 г. хутор Рыбный вошёл в состав посёлка.

## Население
| 2002 | 2010 |
| ---- | ---- |
| 26   | ↗86  |

По данным Всероссийской переписи, в 2010 году численность населения посёлка составляла 86 человек (42 мужчины и 44 женщины).

## Уличная сеть
Уличная сеть посёлка состоит из 6 улиц.